# Ninja Gaiden 3
Ne doit pas être confondu avec Ninja Gaiden III: The Ancient Ship of Doom.
Ninja Gaiden 3 est un jeu vidéo du type beat them all développé par Team Ninja et édité par Koei Tecmo. Le jeu est sorti le 22 mars 2012 sur PlayStation 3, Xbox 360. Le jeu est porté sur Wii U fin 2012 et est sous-titré Razor's Edge.

## Trame
Le jeu commence dans le village du clan Hayabusa. Deux agents du gouvernement, Mizuki McCloud et un certain Ishigami, ont été dépêchés afin d'informer Ryu Hayabusa, actuel chef du clan, de la prise en otage du premier ministre britannique et de sa famille. La seule réclamation de ces terroristes est que Ryu leur soit livré.
Il accepte alors de se rendre à Londres afin de sauver le premier ministre. Après s'être heurté à un grand nombre de soldats bien armés, il finit par entrer dans les appartements du premier ministre, où il trouve alors un homme répondant au nom de "Régent du Masque" qui tue le premier ministre sous ses yeux.
Un court combat s'ensuit alors, à la fin duquel le régent lance une malédiction sur Ryu. L'épée du dragon se dissout et elle est absorbée dans le bras de Ryu, provoquant une douleur atroce. Ce après quoi, le régent disparait.
Ayant juste le temps de fuir le bâtiment avant que celui-ci ne soit détruit par des missiles, Ryu est ensuite transporté jusqu'au JSDF Destroyer, où il va faire la connaissance de Clifford Higgins et Canna, respectivement le beau-frère et la nièce de Mizuki. Ils informent alors Ryu qu'ils ont reçu une étrange diffusion sur laquelle le "Régent du masque" dit qu'il détruira le monde dans sept jours à compter d'aujourd'hui.

## Système de jeu
Comme dans les opus précédents, Ninja Gaiden 3 comporte différents modes de jeu tel qu'un mode histoire, un mode défi dans laquelle le joueur peut se confronter à différentes vagues d'ennemis et d'ancien boss, un mode "Défi chapitre" dans lequel il peut rejouer chaque jour de l'histoire avec différents personnages tels que Ryu, Momiji, Ayane ou encore Kasumi. Enfin, il peut également faire des parties de combat de clan en ligne avec d'autres joueurs.

### Mode Histoire
Le mode Histoire suit le déroulement des événements qui découlent du synopsis ci-dessus.

### Mode "Défi Chapitre"
Une fois le jeu terminé pour la première fois, le joueur débloque le mode "Défi Chapitre". Ce mode permet de revivre les différents niveaux du jeu avec l'un des personnages de son choix, Momiji, Ayane, Kasumi ou Ryu. Ce mode permet de compléter certains objectifs du jeu qui n'avaient pas été remplis en finissant le jeu la première fois, sans pour autant avoir à rejouer toute l'histoire. Le joueur peut notamment partir à la recherche des 50 scarabées dissimulés à travers les 10 niveaux, ainsi que faire les défis des crânes de cristal.
À noter que, mise à part l'aspect de satisfaction d'avoir complété le jeu entièrement, certaines récompenses sont données tous les 5 scarabées, allant de la simple augmentation de vie jusqu'à l'obtention de nouvelles armes, et enfin l'accès à de nouvelles tenues pour certains personnages du jeu une fois les 50 obtenus. Il en est de même pour les 10 défis des crânes de cristal qui permettent de débloquer la dernière tenue de Ryu.

### Contrées Ténébreuses
Dans le mode des contrées ténébreuses, le joueur se voit attribuer un ninja. Au commencement, ce dernier a accès aux compétences basiques et se trouve au niveau 1. Au fur et à mesure que le joueur accomplit différentes missions, dans les différents modes du jeu, son personnage gagne en niveaux et peut obtenir des compétences de plus en plus puissantes. Il y a différentes façons d'augmenter le niveau de son ninja : les défis simples, les défis en ligne, et les combats de clan.
- Les défis en solo sont accessibles à tous. Pour commencer, le joueur dispose de 25 missions de niveau "Acolyte". Une fois qu'il aura obtenu un certain nombre de points de karma durant ses différentes missions, il déverrouille alors les missions d'un niveau supérieur. Au total le joueur disposera des missions suivantes : 25 missions de niveau "Acolyte", 25 missions de niveau "Mentor", 20 missions de niveau "Chef", 20 missions de niveau "Maître" et enfin les 10 missions de niveau "Légendaire".

- Il est également possible de faire des défis en ligne. Le joueur peut "Créer une épreuve" ou "Rechercher une épreuve" s'il souhaite en faire une en particulier, ou tout simplement faire une "Recherche rapide" afin de rejoindre la première disponible. Il accomplit alors sa mission en coopération avec un autre joueur.

- Enfin, le mode combat de clan, dans lequel le joueur se retrouve à combattre d'autres joueurs sur une carte de taille modérée.

## Accueil
- Famitsu : 36/40[1]
- Jeuxvideo.com : 12/20[2] - 15/20 (Razor's Edge)[3]